# Morgenstond
Morgenstond is een Haagse, naoorlogse wijk in het stadsdeel Escamp, die begin jaren vijftig gebouwd is.
De wijk grenst aan de wijken Wateringse Veld, Bouwlust en Vrederust, Loosduinen, Leyenburg, Zuiderpark en Moerwijk.
De grens wordt gevormd door de Erasmusweg, Dedemsvaartweg, Zuidwoldestraat, Vreeswijkstraat en Loevesteinlaan.
Morgenstond is een van de wijken die zijn opgenomen in de 40 probleemwijken van Nederland.
De bekendste plek van Morgenstond is de Leyweg met het gelijknamige winkelcentrum Leyweg. Morgenstond lag oorspronkelijk op het grondgebied van de gemeente Loosduinen die in 1923 door Den Haag geannexeerd werd. Met het bouwen van de wijk werd in 1950 begonnen en de wijk was klaar in 1955. In Morgenstond(-Oost) staat ook het stadsdeelkantoor voor het stadsdeel Escamp, waar ook bibliotheek Escamp gevestigd is.

## Geschiedenis van Morgenstond

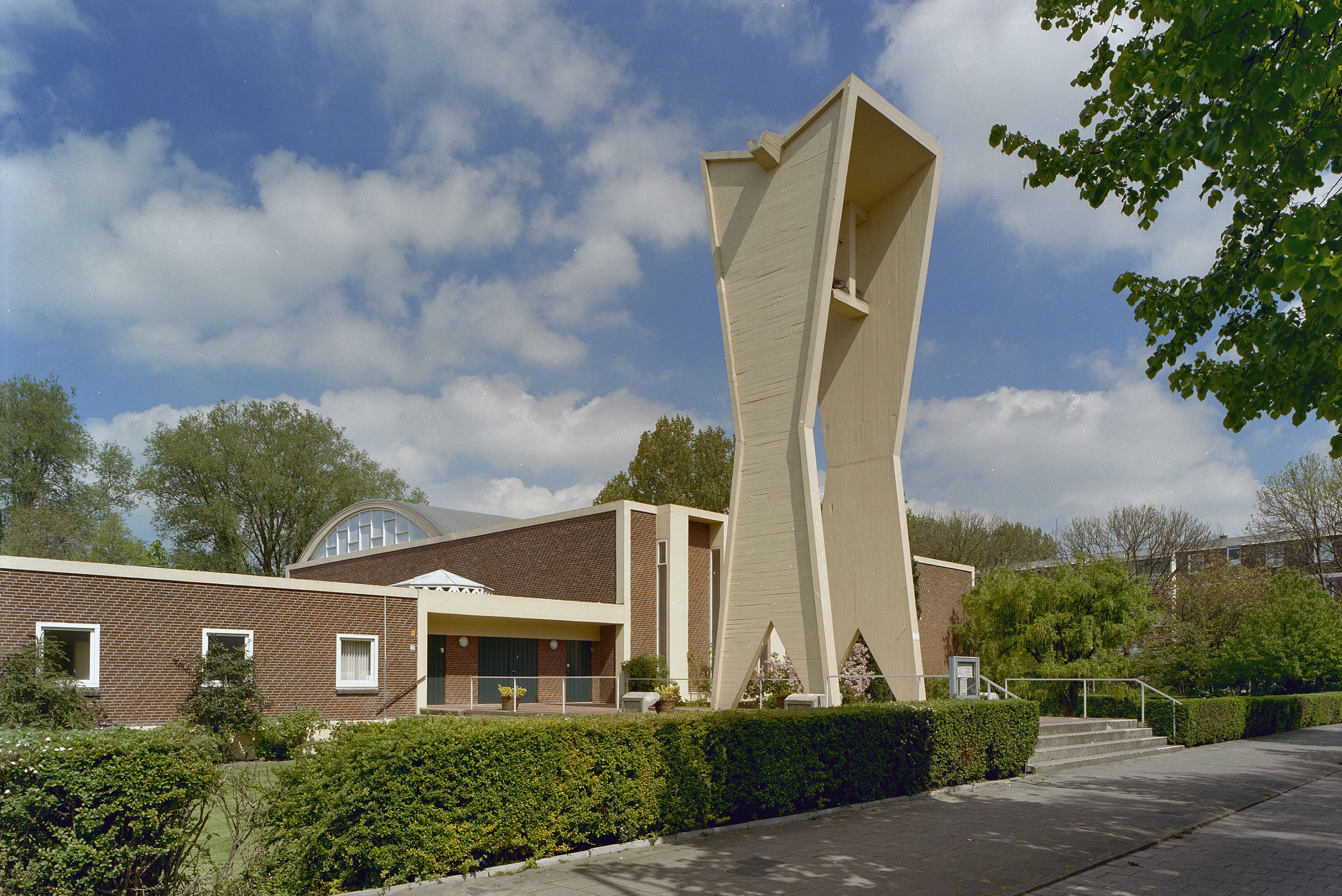
Adventkerk, enig gemeentelijk monument in Morgenstond

In het structuurplan voor Groot 's-Gravenhage uit 1949 van stadsplanner Willem Dudok werd zuidwest Den Haag verdeeld in vier woonwijken: Morgenstond, Bouwlust, Berestein en Vrederust. De provincie Zuid-Holland vond dat er tussen de woonwijken en het Westland ruimte voor groen moesten blijven. De bouw van Berestein - zoals Dudok het in z'n hoofd had - ging niet door. Berestein is maar voor de helft uitgevoerd en bij Bouwlust getrokken.
Met Morgenstond borduurde Dudok in 1949 voort op het 'Ontwerp-Uitbreidingsplan 's-Gravenhage Escamppolder, Madepolder, Ockenburgh'. Een plan uit 1935. Morgenstond is rechthoekig en wordt door verkeerswegen verdeeld in zes buurten. Van de naoorlogse Haagse wijken is Morgenstond wat bouw betreft het meest homogeen. Dudok bepaalde in grote lijnen waar welk type bouwblok moest komen. Langs de doorgaande routes kent Morgenstond een gesloten randbebouwing van vier lagen, de invulling van de buurten is meer open. In de oorspronkelijke opzet waren de winkels samengevoegd op pleinen.
De aanleg van de straten startte in 1950, de eerste huizen stammen uit 1951. Aanvankelijk wilde Den Haag 7.700 woningen bouwen in Morgenstond, maar gaande de bouw werden dat er 9.200. Daarvoor kwamen er minder eengezinswoningen, werden de woningen kleiner en kwam er vaker dan gepland een vierde bouwlaag. De wijkvoorzieningen kwamen niet verspreid door de wijk, zoals men van plan was. Ze werden geconcentreerd aan de Leyweg naar ontwerpen van dr. ir. Th. Nix en H.A. Tielman (1952). Naast de Leyweg waren er wel buurtwinkels op pleinen. Morgenstond was in 1958 zo goed als voltooid.
In december 1971 ging tramlijn 6 langs de Zuidwoldestraat rijden, en was daarmee de eerste tramlijn die de wijk aan deed. In september 1974 volgde tramlijn 9, over de Melis Stokelaan. Vanaf 1976 tot 2003 reed lijn 8 daar ook. In 2007 ging tram 16 over een deel van de Loevesteinlaan rijden.

## Straatnamen
De meeste straten in Morgenstond zijn genoemd naar plaatsen in Drenthe (zoals Gietenstraat, Oosterhesselenstraat, Wapserveenstraat), Overijssel (Almeloplein, Hengelolaan) en Utrecht (Maartensdijkslaan, Vreeswijkstraat).
Let wel dat de plaatsnamen letterlijk voorkomen, dus niet Hengeloselaan.
Dergelijke namen zijn namelijk gebruikelijk voor de weg die leidt naar de genoemde plaats.

## Bevolkingssamenstelling
De gemeente Den Haag telde op 1 januari 2010 489.271 inwoners. In Morgenstond, woonden toen 17.058 mensen. In Morgenstond had op 1 januari 2010 45,6% van de bevolking twee ouders die in Nederland waren geboren, en 54,4% had ten minste één ouder die in het buitenland was geboren. Ter vergelijking: in de hele gemeente Den Haag was dit respectievelijk 52,2% en 47,8%. De meeste inwoners waarvan ten minste een van de ouders in het buitenland geboren is hebben een migratieachtergrond uit Marokko of Suriname; hieronder een overzicht daarvan:
| Groep naar migratieachtergrond | Morgenstond (aantal) | Morgenstond (%) |
| ------------------------------ | -------------------- | --------------- |
| Geen                           | 7.790                | 45,6            |
| Suriname                       | 2.019                | 12,1            |
| Turkije                        | 1.790                | 10,4            |
| Marokko                        | 1.221                | 7,3             |
| Antillen                       | 542                  | 3,0             |
| Overige 'niet-Westerse landen' | 1.933                | 11,6            |
| 'Westerse landen'              | 1.763                | 10,3            |

## Onderverdeling
Morgenstond kan op twee manieren worden verdeeld in drie buurten:

### Manier 1
1. Morgenstond-West, het gebied tussen de Dedemsvaartweg, Zuidwoldestraat, Leyweg en de Melis Stokelaan
2. Morgenstond-Oost, het gebied tussen de Leyweg, Vreeswijkstraat, Loevesteinlaan en de Melis Stokelaan
3. Morgenstond-Zuid, het gebied tussen de Dedemsvaartweg, de Melis Stokelaan, de Loevesteinlaan en de Erasmusweg. De Erasmusweg was tot de annexatie van het Wateringse Veld in 1994 de grens met Wateringen.

### Manier 2
1. Morgenstond-Noord, het gebied tussen de Dedemsvaartweg, Zuidwoldestraat/Vreeswijkstraat, Loevesteinlaan en de Hengelolaan
2. Morgenstond-Midden, het gebied tussen de Dedemsvaartweg, Hengelolaan, Loevesteinlaan en Melis Stokelaan
3. Morgenstond-Zuid, zie manier 1